# 下顎リンパ中心

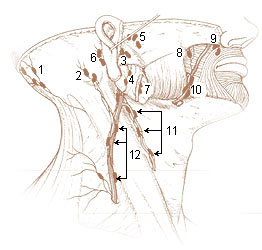

下顎リンパ中心（かがくリンパちゅうしん、英: mandibular lymph center, 羅: nodus lymphoideus mandibularis）とは下顎間の大舌下腺や下顎腺の近位端に接して存在するリンパ中心。下顎リンパ中心は多数のリンパ節から構成され、その輸入リンパ管は口腔、唾液腺、下顎間や咀嚼筋からのリンパを受け入れる。